# Маунт-Эклс
Маунт-Эклс (англ. Mount Eccles или Будж-Бим, англ. Budj Bim) — национальный парк в Западном районе штата Виктория, Австралия. Площадь — 54,7 км2.

## Особенности
Национальный парк расположен на одноимённой горе, в месте расположения самого активного вулкана Австралии, первый период активности которого был 40 000 лет назад. Тогда же в процессе вулканизма сформировалась гора Будж-Бим. Последнее извержение произошло около 8000 лет назад. Гора Будж-Бим — небольшой холм высотой 178 м, окружённый густой растительностью. Гора известна своими лавовыми трубками. На возвышенности расположено небольшое кратерное озеро Сюрпрайз.
По причине своей геологической важности в 2004 году парк был включён в список австралийского национального наследия (англ. Australian National Heritage List).

## Галерея

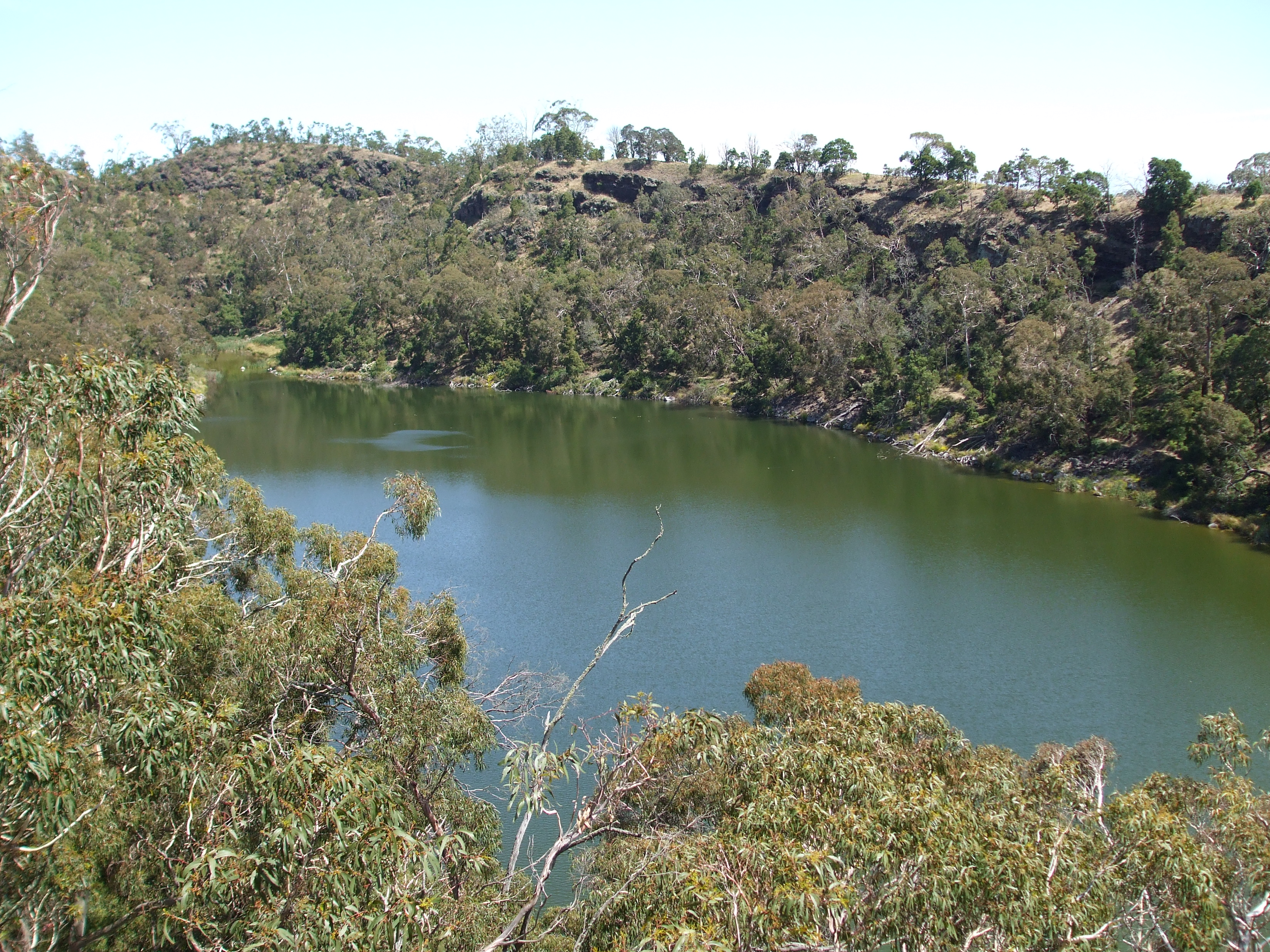
Озеро Сюрпрайз
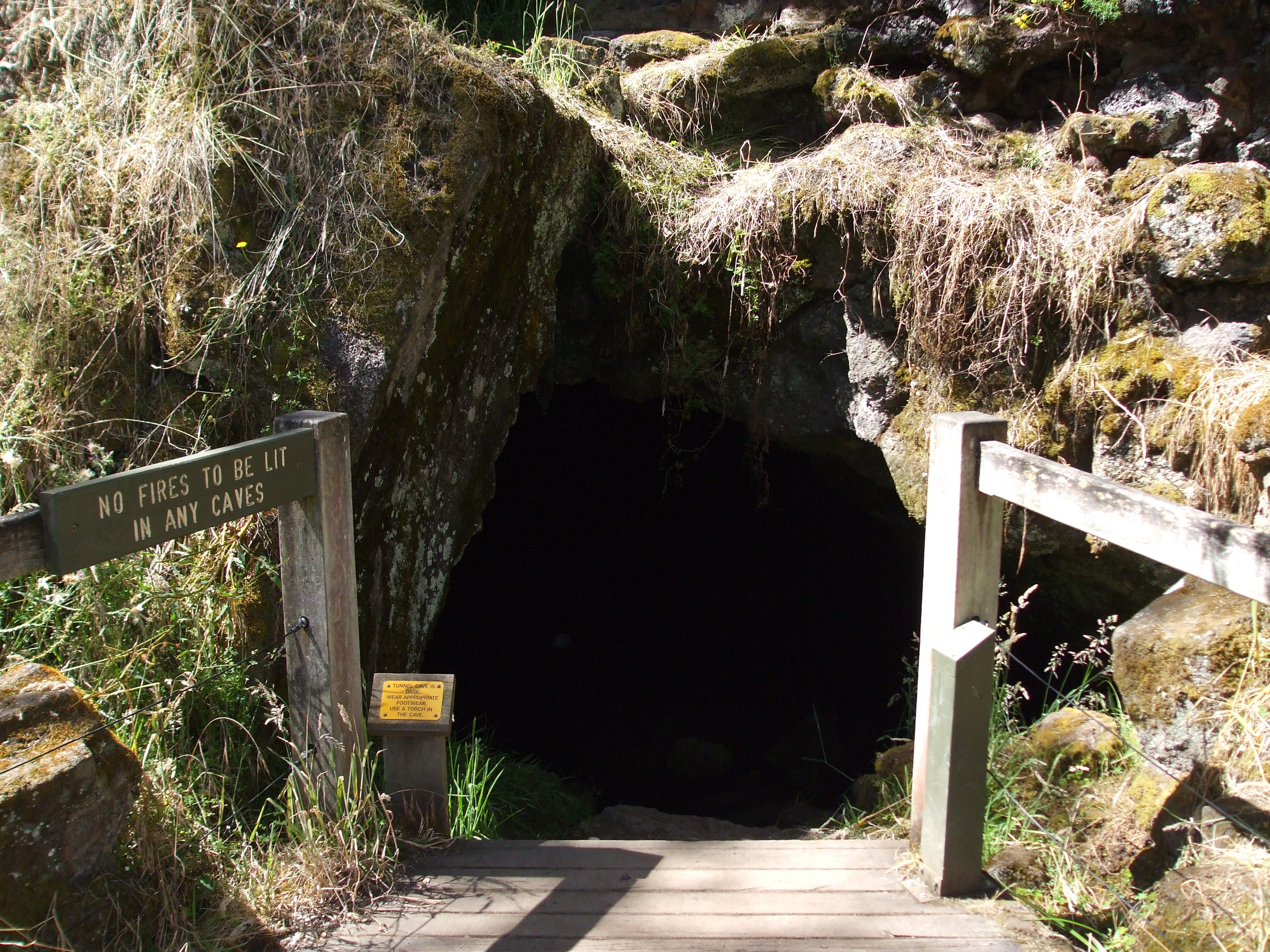
Вход в лавовую трубку у озера Сюрпрайз (вид снаружи)
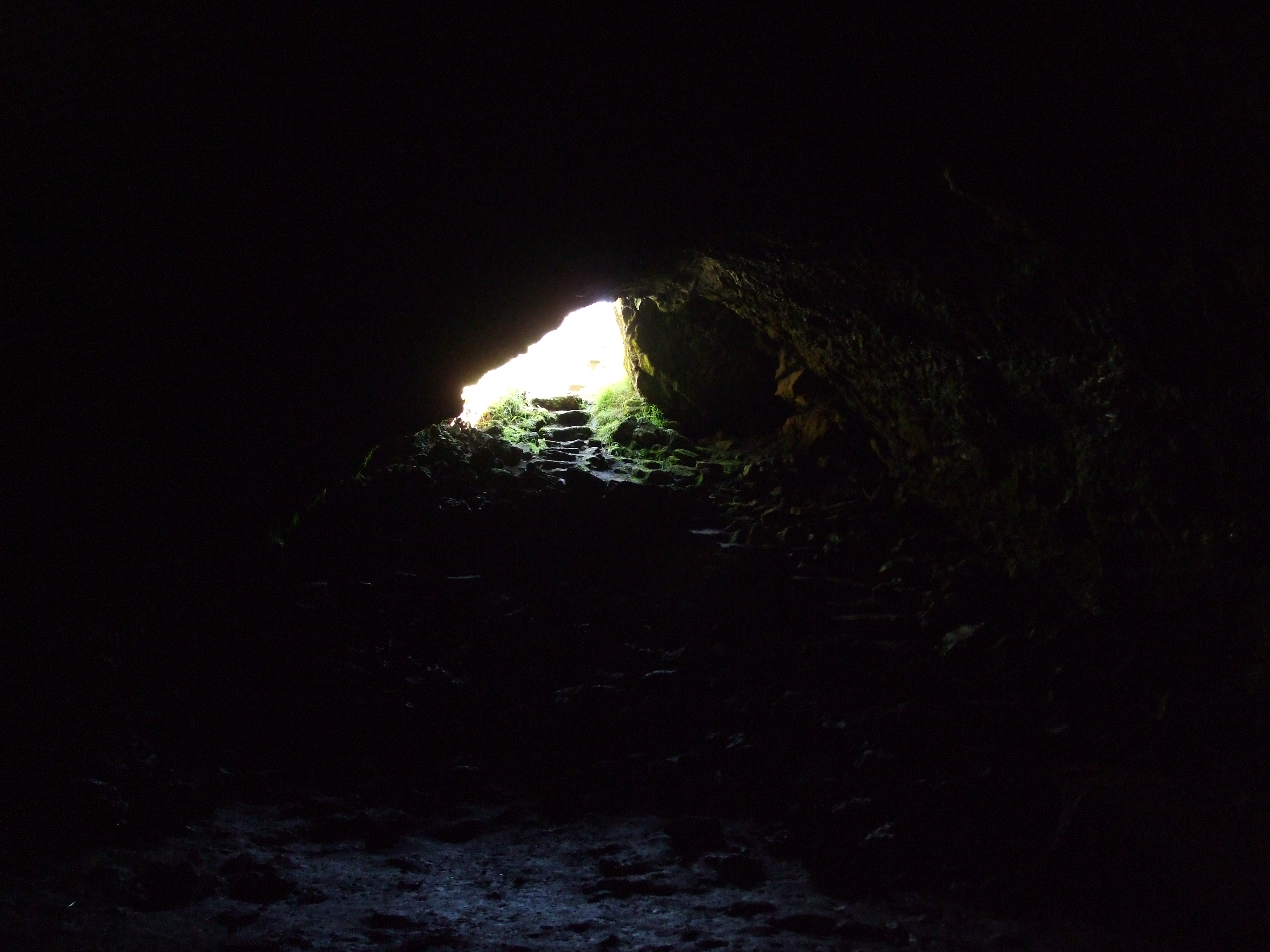
Вход в лавовую трубку у озера Сюрпрайз (вид изнутри)